# Hodně štěstí, pane Veliký
Hodně štěstí, pane Veliký, v anglickém originále Good Luck to You, Leo Grande [ɡʊd lʌk tu juː ˈliːəʊ ˌɡrɒ̃], je britské komediální drama z roku 2022 režisérky Sophie Hyde a scenáristky Katy Brand. Hlavní role ve filmu hrají Emma Thompson a Daryl McCormack.
Světová premiéra filmu proběhla 22. ledna 2022 na Filmovém festivalu Sundance. V britských kinech měl film oficiální premiéru 17. června 2022, ve Spojených státech byl zveřejněn na platformě Hulu jako jejich původní film; v Česku byl snímek uveden na Karlovarském filmovém festivalu 2022 (zpočátku držel prvenství Divácké ceny Práva, aby nakonec obsadil čtvrtou příčku; Novinky.cz jej zařadily mezi 5 nejlepších diváckých zážitků festivalu) a v kinech měl premiéru 14. července 2022.

## O filmu
Nancy Stokes, které před dvěma lety zemřel manžel, si na hotelový pokoj objedná gigola; mladý muž se jí představí jako Leo Grande (v českém překladu Veliký) a Nancy mu vypráví o svém životě: její manžel byl jejím jediným sexuálním partnerem, jejich sexuální život nenaplněný a Nancy nikdy v životě nezažila orgasmus, pouze ho před manželem předstírala. Nancy Leovi předloží seznam aktivit, které by chtěla vyzkoušet, aby orgasmu poprvé v životě dosáhla.

## Obsazení
| Emma Thompson      | Nancy Stokes                   |
| Daryl McCormack    | Leo Grande (v češtině: Veliký) |
| Isabella Laughland | Becky                          |
| Charlotte Ware     | servírka                       |
| Carina Lopes       | servírka                       |

## Vznik filmu
V říjnu 2020 bylo oznámeno, že Emma Thompson bude hrát ve filmu režisérky Sophie Hyde podle scénáře Katy Brand a že film je společným projektem společností Genesius Pictures a Cornerstone Films, jeho producenty jsou Debbie Gray a Adrian Politowski. V únoru 2021 se k hereckému obsazení připojil Daryl McCormack. Režisérka Hyde uvedla, že se jí s Emmou Thompson pracovalo dobře a výsledný film byl společným dílem obou:
| „ | Hodně jsme spolu diskutovaly, vzájemně jsme naslouchaly svým příběhům a nápadům ohledně filmu. | “ |

Hlavní natáčení začalo 8. března 2021 a trvalo do 20. dubna; natáčení probíhalo v Londýně a Norwichi.